# NT-rådet
NT-rådet (rådet för nya terapier) i Sverige är en utveckling av NLT-gruppen (nya läkemedelsterapier). Rådet är regionernas gemensamma organ och utses av regionernas hälso- och sjukvårdsdirektörer. NT-rådets ordförande och koordinator är anställda av Sveriges Kommuner och Regioner (SKR).
NT-rådet har mandat från regionerna att avge rekommendationer om förhållningssätt till nya läkemedelsterapier för användning på sjukhus (klinikläkemedel).
TLV (Tandvårds- och läkemedelsförmånsverket) och dess nämnd hanterar på motsvarande sätt läkemedel som förskrivs på recept och kan ingå i läkemedelsförmånen. TLV har i uppdrag av regeringen att genomföra hälsoekonomiska bedömningar av utvalda läkemedel som används inom slutenvården. Uppdraget sker i samverkan med NT-rådet. De hälsoekonomiska bedömningarna är avsedda att användas som stöd för NT-rådets rekommendation till regionerna rörande användning och upphandling av läkemedlet.
NT-rådet bygger sina rekommendationer utifrån den etiska plattformen för prioriteringar inom hälso- och sjukvården.
NT-rådet räknar på kvalitetsjusterade levnadsår (QALY) där perfekt hälsa för en person under ett år motsvarar 1 QALY. 